# بیشکائین
بیشکائین (به لاتین: Bishkain) یک منطقهٔ مسکونی در روسیه است که در باشقیرستان واقع شده‌است.